# Molo w Jastarni
Molo w Jastarni – molo o długości 120 metrów znajdujące się na południowym wybrzeżu Mierzei Helskiej w Jastarni na Zatoce Puckiej. Wybudowane zostało w 2005. Molo stanowi przedłużenie ulicy Stelmaszczyka, głównej arterii spacerowej miasta. Przez obiekt przebiega militarny szlak turystyczny północnych Kaszub. Z mola można zobaczyć pozostałości punktów obserwacyjnych poligonu torpedowego wybudowanego przez Niemców w czasie II wojny światowej. Na końcu mola, pod kątem 45 stopni do jego głównej osi, znajduje się podest dla łodzi o długości 28 m. W mieście istnieje też drugie molo, niedostępne powszechnie (na terenie ośrodka wczasowego "Posejdon"), o długości 220 metrów.